# جون لامرس
جون لامرس (بالهولندية: John Lammers)‏ (11 ديسمبر 1963 في هولندا - ) هو مدرب كرة قدم ولاعب كرة قدم هولندي في مركز الهجوم. لعب مع آر كي سي فالفيك وفي في في فينلو وفيلم تو تيلبورغ ونادي تولون وناك بريدا ونادي روسيندال ‏ وFootball Kingz FC ‏.

## وصلات خارجية
- جون لامرس على موقع قاعدة بيانات كرة القدم.إي يو (الإنجليزية)
- جون لامرس على موقع عالم كرة القدم.نت (الإنجليزية)